# Nuoto al X Festival olimpico estivo della gioventù europea
Le competizioni di nuoto al X Festival olimpico estivo della gioventù europea si sono svolte dal 19 al 24 luglio 2009 a Tampere, in Finlandia

## Podi

### Ragazzi
| Gara                           | Oro                                                                                   | Tempo    | Argento                                                                            | Tempo    | Bronzo                                                                       | Tempo    |
| 50 m stile libero              | Aitor Martinez Rodriguez                                                              | 22"76    | Clément Mignon                                                                     | 22"94    | Daniel Skaaning                                                              | 23"63    |
| 100 m stile libero             | Maximilian Oswald                                                                     | 50"54    | Aitor Martinez Rodriguez                                                           | 50"58    | Velimir Stjepanovic                                                          | 50"58    |
| 200 m stile libero             | Maximilian Oswald                                                                     | 1'50"61  | Alessio Negrelli                                                                   | 1'51"92  | Christian Scheruebl                                                          | 1'52"71  |
| 400 m stile libero             | Myles Crouch-Anderson                                                                 | 3'55"42  | Christian Scheruebl                                                                | 3'57"10  | Ediz Yildirimer                                                              | 3'57"17  |
| 1500 m stile libero            | Ediz Yildirimer                                                                       | 15'40"43 | Gustavo Santa                                                                      | 15'45"55 | Michal Szuba                                                                 | 15'46"24 |
| 100 m dorso                    | Matthew Mcmanemy                                                                      | 56"55    | Grant Halsall                                                                      | 57"60    | Christian Diener                                                             | 57"62    |
| 200 m dorso                    | Christian Diener                                                                      | 2'03"78  | Matthew Mcmanemy                                                                   | 2'05"04  | Grant Halsall                                                                | 2'05"24  |
| 100 m rana                     | Mikolaj Machnik                                                                       | 1'03"25  | Matti Mattsson                                                                     | 1'04"53  | Panagiotis Samilidis                                                         | 1'04"54  |
| 200 m rana                     | Flavio Bizzarr                                                                        | 2'15"35  | Mikolaj Machnik                                                                    | 2'15"63  | Panagiotis Samilidis                                                         | 2'17"92  |
| 100 m farfalla                 | Velimir Stjepanovic                                                                   | 54"08    | Biczó Bence                                                                        | 54"13    | Matthias Bellance                                                            | 55"42    |
| 200 m farfalla                 | Biczó Bence                                                                           | 1'58"33  | Viktor B. Bromer                                                                   | 2'01"35  | Lukasz Chmiel                                                                | 2'02"32  |
| 200 m misti                    | Ieuan Lloyd                                                                           | 2'05"20  | Marcin Suzin                                                                       | 2'06"37  | Andreas Vazaios                                                              | 2'07"36  |
| 400 m misti                    | Eduardo Solaeche                                                                      | 4'24"37  | Ieuan Lloyd                                                                        | 4'26"35  | Maksym Shemberev                                                             | 4'28"72  |
| Staffetta 4x100 m stile libero | Francia Julien-Pierre Goyetche Mathieu Burtez Samuel-Kevin Lameynardie Clément Mignon | 3'25"98  | Germania Maximilian Oswald Max Mral Sebastian Schneider Till Barthel               | 3'27"69  | Russia Aleksandr Klyukin Maxim Koshalev Lemaev Ilya Dmitry Ermakov           | 3'27"76  |
| Staffetta 4x100 m misti        | Polonia Mateusz Wysoczynski Mikolaj Machnik Lukasz Chmiel Pawel Werner                | 3'46"07  | Francia Julien-Pierre Goyetche Thibault Capitaine Matthias Bellance Clément Mignon | 3'50"15  | Danimarca Andreas Schiellerup Rasmus Dufour Viktor B. Bromer Daniel Skaaning | 3'51"04  |

### Ragazze
| Gara                           | Oro                                                                 | Tempo   | Argento                                                                    | Tempo   | Bronzo                                                                          | Tempo   |
| 50 m stile libero              | Léa Wissocq                                                         | 26"31   | Giedre Grigonyte                                                           | 26"51   | Amelia Maughan                                                                  | 26"57   |
| 100 m stile libero             | Amelia Maughan                                                      | 56"93   | Charlotte Bonnet                                                           | 56"95   | Giada Trentin                                                                   | 57"19   |
| 200 m stile libero             | Johanna Friedrich                                                   | 2'03"72 | Charlotte Bonnet                                                           | 2'03"86 | Kathryn Woolston-Thomas                                                         | 2'04"44 |
| 400 m stile libero             | Charlotte Bonnet                                                    | 4'15"88 | Sycerika McMahon                                                           | 4'16"00 | Donata Kilijanska                                                               | 4'16"54 |
| 800 m stile libero             | Charlotte Bonnet                                                    | 8'40"66 | Donata Kilijanska                                                          | 8'49"17 | Rachael Williamson                                                              | 8'58"80 |
| 100 m dorso                    | Alexandra Wenk                                                      | 1'02"01 | Federica Meloni                                                            | 1'03"57 | Szilágyi Liliána                                                                | 1'04"09 |
| 200 m dorso                    | Federica Meloni                                                     | 2'15"30 | Eileen Diener                                                              | 2'17"36 | Cristina Garcia                                                                 | 2'17"47 |
| 100 m rana                     | Carlotta Toni                                                       | 1'10"25 | Jenna Laukkanen                                                            | 1'10"80 | Julia Willers                                                                   | 1'11"56 |
| 200 m rana                     | Carlotta Toni                                                       | 2'30"22 | Jenna Laukkanen                                                            | 2'34"15 | Tatiana Chudnova                                                                | 2'34"55 |
| 100 m farfalla                 | Alexandra Wenk                                                      | 1'01"42 | Eva Chavez-Diaz                                                            | 1'03"13 | Arianna Letrari                                                                 | 1'03"19 |
| 200 m farfalla                 | Cristina Garcia                                                     | 2'16"62 | Yuliya Kyselova                                                            | 2'17"88 | Patricia Burkhardt                                                              | 2'18"49 |
| 200 m misti                    | Alexandra Wenk                                                      | 2'16"48 | Cristina Garcia                                                            | 2'18"14 | Sycerika McMahon                                                                | 2'18"80 |
| 400 m misti                    | Cristina Garcia                                                     | 4'50"06 | Carlotta Toni                                                              | 4'53"14 | Sycerika McMahon                                                                | 4'53"15 |
| Staffetta 4x100 m stile libero | Francia Léa Wissocq Camille Gheorghiu Assia Touati Charlotte Bonnet | 3'50"40 | Italia Eleonora Costa Giada Trentin Arianna Letrari Diletta Carli          | 3'52"29 | Regno Unito Amelia Maughan Natasha Hofton Rachel Martin Kathryn Woolston-Thomas | 3'53"79 |
| Staffetta 4x100 m misti        | Italia Federica Meloni Carlotta Toni Arianna Letrari Giada Trentin  | 4'15"14 | Germania Alexandra Wenk Julia Willers Patricia Burkhardt Johanna Friedrich | 4'15"46 | Ungheria Szilágyi Liliána Sztankovics Anna Burián Kata Baranyai Mór Enikő       | 4'18"30 |

### Gare miste
| Gara                                 | Oro                                                                  | Tempo   | Argento                                                                               | Tempo   | Bronzo                                                             | Tempo   |
| Staffetta 4x200 m stile libero mista | Germania Maximilian Oswald Johanna Friedrich Max Mral Alexandra Wenk | 7'53"89 | Regno Unito Myles Crouch-Anderson Rachel Martin Matthew Parks Kathryn Woolston-Thomas | 7'57"79 | Italia Alessio Negrelli Diletta Carli Luca Pancari Federica Meloni | 7'58"88 |